# 我們一起闖
《我們一起闖》，是中國大陸偶像男團競演養成類真人秀節目《創造營2021》的主題曲，於2021年3月10日發行。中心位由劉宇擔任，舞台前排（A班）成员还包括林墨、贊多、俞更寅、力丸、尹浩宇、伯遠、胡燁韜、賴耀翔、吳宇恆、米卡。
另有英文版本《Chuang To-Gather, Go!》。
2021年3月27日《創造營2021》第六期节目中，周深用六种语言表演了六语唱跳版《我们一起闯》。

## 曲目
| 曲序     | 曲目                              |          | 備註     | 时长  |
| -------- | --------------------------------- | -------- | -------- | ----- |
| 1.       | 《我們一起闖》                    | 小野福   | 中文版   | 3:39  |
| 2.       | 《Chuang To-Gather Go！》         | Kōki,    | 英文版   | 3:39  |
| 3.       | 《我們一起闖》（伴奏）            |          |          | 3:39  |
| 4.       | 《Chuang To-Gather Go！》（伴奏） |          |          | 3:39  |
| 总时长： | 总时长：                          | 总时长： | 总时长： | 14:36 |

## 人員
以下內容整理QQ音樂：

| 歌曲 - 陳令韜（音樂總監） - 王皓（製作人，音樂設計總監） - NUMBER K（製作人） - Alyssa Ayaka Ichinose（作曲，編曲） - SQVARE（作曲） - Sean Michael Alexander（作曲） - 小野福（作詞） - Nick Pyo（編曲） - 劉默（音樂執行） - 劉若涵（音樂執行，錄音師） - 李志鵬（錄音師） - Kim Heeyoung（和聲，音樂編配） - 時俊峰KAY（混音師，母帶師） - NUMBER K（版權提供） - 北京夢織音傳媒有限公司（版權提供） 舞台 - 田一梵（舞蹈總監） - Choi Young Jun（編舞） |